# Proletariersport
Proletariersport war laut ihrem Untertitel das „Organ für proletarisch-physische Kultur.“ Die erstmals 1923 erschienene Zeitschrift fokussierte auf den Sport in der Arbeiterbewegung und propagierte im Sinne des Kommunismus insbesondere die „Interessen der Roten Sport-Internationale“.
Das Blatt erschien anfangs im Verlag der Jugend-Internationale mit Sitz in Berlin-Schöneberg unter dem Chefredakteur Bruno Lieske, der dem Arbeitersportverein ASV Fichte Groß-Berlin angehörte. Der später im Verlag Internationales Stadion Instra GmbH Berlin verantwortliche Redakteur war Günther Werbke.
Im Jahrgang 1927, der bisher letzte nachgewiesene, sind bis August des Jahres 13 Hefte nachgewiesen. Der Untertitel wechselte ab Nummer 3 als Organ für proletarische Körperkultur. Verantwortlicher Redakteur war Wilhelm Firnhaber. Das vormalige Monatsblatt erschien ab April des Jahres als Halbmonatsschrift. Von Nummer 10 an enthielt das mit schwarz-weiß-Abbildung illustrierte Blatt die 8 Seiten umfassende Beilage Technische Beilage mit internationalen Regeln für das Fußball- u. das Basketballspiel, sowie Beschreibungen von Techniken im Fußball.Von Heft 12 an war Wilhelm Swienty Chefredakteur.

## Illustration des Zeitschriftenkopfes

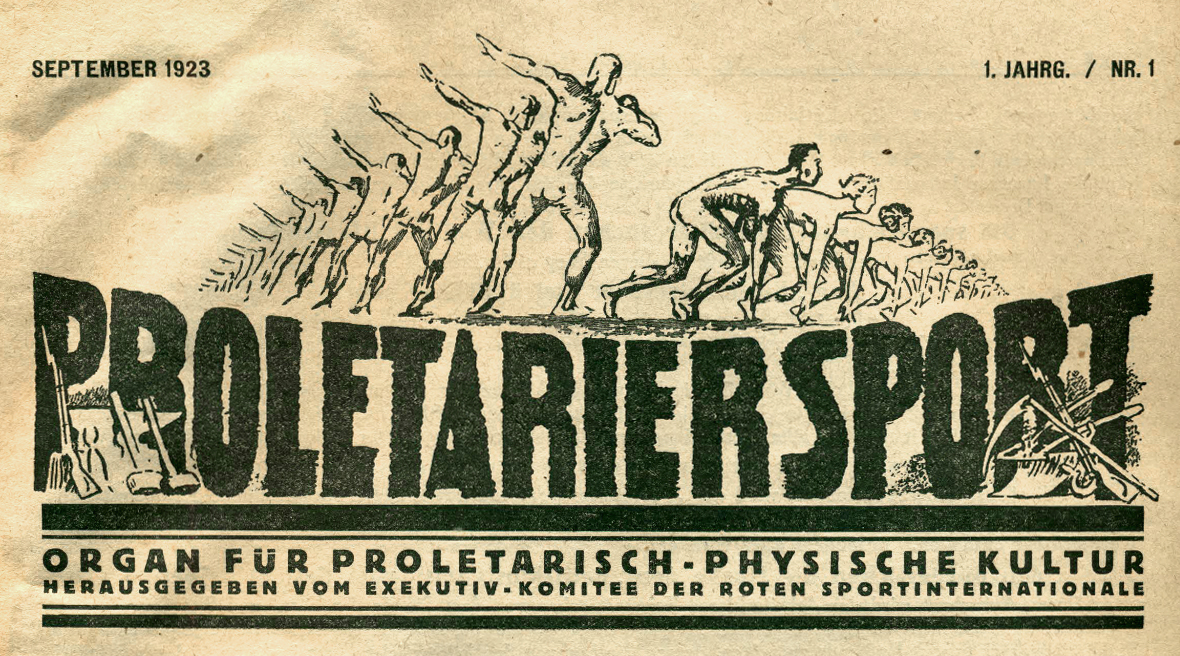
Kopf der Erstausgabe von September 1923

Mit der Erstausgabe der Zeitschrift von September 1923 – kurz nach der allgemeinen Verelendung infolge der Geldentwertung durch die Deutsche Hyperinflation – wurde im Kopf der Zeitschrift Proletariersport mit einer unsignierten Darstellung zweier nahezu symmetrischer Menschenketten die gewünschte Sichtweise der Herausgeber illustriert:
In Reih und Glied aufgereihte nackte Menschen; eine nach links dominierende Reihe muskulös idealisierter Männer, daneben eine auch aus Frauen bestehende, gebeugte, scheinbar endlose Reihe von Sprintern, unmittelbar vor ihrer Erhebung nach rechts. Den stabilen Untergrund dieser Sportler bildet der wie eine schalenförmig geöffnete Handfläche übergroß wirkende Schriftzug des Zeitschriftentitels. Er dient den Entblößten zugleich als Schutzwall, vor dem sie links und rechts ihre zur Szenerie gehörenden Werkzeuge abgestellt haben – darunter eine erst bei genauem Hinsehen erkennbare Abwandlung von Hämmern und Sicheln sowie Gewehren mit aufgesetzten Stichwaffen für den Nahkampf auf Leben und Tod. Ohne Uniform, aber von einem nicht dargestellten Zentrum aus formiert, sind die im Schutz des Proletariersports Aufgereihten von Anfang bildhaft Teil einer wie selbstverständlich militärisch gerüsteten Arbeiter- und Bauern-Organisation.